# 趋磁细菌
趋磁细菌（英語：Magnetotactic bacteria，缩写MTB）是细菌中的一个多系群，由Richard P. Blakemore于1975年发现，能感应地磁场的磁感线。为达到这一功能，这些细菌拥有一个叫作磁小体的細胞器来贮存磁性晶体。这些微生物会定向移动来响应环境磁场的现象被称为趋磁性，有南趣（south-seeking）与北趣（north-seeking）（趣通趋）两种趋磁行为。和动物的磁感应相比，这些带有磁铁的细菌还能定向排列（甚至包括死细胞），就像指南针一样，这被认为能有助于这些细菌达到最佳的氧浓度区域。